# Мюррей, Брендан
Брендан Мюррей (англ. Brendan Murray; род. 16 ноября 1996, Голуэй, Ирландия) — ирландский певец, бывший участник ирландской поп-группы «Hometown». Как сольный исполнитель представлял Ирландию на Евровидении 2017 в Киеве, Украина.

## Биография
Брендан Мюррей родился 16 ноября 1996 года в городе Голуэй в Ирландии. Имеет трех братьев и сестру. Во время учёбы в колледже сначала выступал на местной музыкальной сцене колледжа, а затем начал вместе с местным музыкальной группой участвовать в различных мероприятиях города Голуэй. Именно петь юноша начал в 13 лет, а играть на гитаре стал в 14 лет. В 15 лет стал исполнять песни на улицах, и продолжалось в течение двух лет. По словам Брендана, это дало ему уверенности и научило взаимодействия с публикой.
В 2014 году стал участником ирландского поп-группы «Hometown», продюсером которого был Луис Уолш. С этой группой певец выпустил песню «Where I Belong», которая заняла первое место в ирландском национальном чарте, а в ноябре 2015 года —дебютный альбом группы «HomeTown», который оказался на четвёртом месте ирландского музыкального чарта. В 2016 году было объявлено, что группа не будет существовать дальше из-за того, что его участники хотят начать собственные музыкальные карьеры.
16 декабря 2016 ирландская газета «Irish Daily Mail» опубликовала статью о том, что выбрать будущего представителя Ирландии на Евровидении 2017 в Киеве было поручено известному продюсеру Луису Уолш. На следующий день, во время шоу «The Late Late Show», он объявил, что представлять Ирландию на Евровидении 2017 на Украине будет бывший участник его группы «HomeTown» Брендан Мюррей. По словам продюсера, он будет делать все возможное, чтобы найти достойную конкурсную песню для певца.
По результатам второго полуфинала конкурса, который прошёл 11 мая 2017, Брендону не удалось пройти в финал.